# Jeremy Whatley
Jeremy Whatley   (Oxfordshire, 30 de novembre de 1962), conegut també com a Jem Whatley, és un ex-pilot de motocròs anglès que destacà en competició internacional durant la dècada del 1980 i començaments de la del 1990. El seu millor resultat al Campionat del Món fou el tercer lloc final en 250cc que aconseguí el 1984. Al llarg de la seva carrera va aconseguir 5 victòries en Grans Premis i 5 Campionats Britànics. El seu fill, Kristian Whatley, ha estat també campió britànic de motocròs i ha competit durant anys al mundial de MX1.

## Palmarès
Font:
| Any          | Motocicleta  | C. del Món | C. del Món | C. Britànic | C. Britànic |
| Any          | Motocicleta  | 500cc      | 250cc      | 500cc       | 250cc       |
| ------------ | ------------ | ---------- | ---------- | ----------- | ----------- |
| 1983         | Suzuki       | -          | 9è         |             | 1r          |
| 1984         | Suzuki       | -          | 3r         |             | 1r          |
| 1985         | Kawasaki     | 13è        | -          |             | 1r          |
| 1986         | Cagiva       | -          | 4t         |             |             |
| 1987         | Suzuki       | -          | 16è        |             | 1r          |
| 1988         | Suzuki       | -          | 5è         |             |             |
| 1989         | Suzuki       | -          | 11è        |             |             |
| 1990         | Suzuki       | -          | 25è        |             |             |
| 1991         | Kawasaki     | 12è        | -          | 1r          |             |
| 1992         | Honda        | 9è         | -          |             |             |
| 1993         | KTM          | 9è         | -          |             |             |
| 1994         | Honda        | 18è        | -          |             |             |
| Total títols | Total títols | 0          | 0          | 1           | 4           |